# Paullinia tenera
Paullinia tenera är en kinesträdsväxtart som beskrevs av Poepp. & Endl.. Paullinia tenera ingår i släktet Paullinia och familjen kinesträdsväxter. Inga underarter finns listade i Catalogue of Life.